# Minju Kim
Minju Kim es una diseñadora de moda surcoreana, reconocida por sus diseños y sus estampados atrevidos. En 2020 fue nombrada ganadora en el programa de Netflix, Next in Fashion. 
Kim nació en Gwangju, Corea del Sur y estudió en Nueva Zelanda durante su adolescencia. Originalmente quiera entrar a la escuela de arte para ser dibujante, pero sus padres la animaron a estudiar diseño de moda en Seúl. Estudió diseño de moda en el Samsung Art & Design y en la Royal Academy of Fine Arts en Amberes. Kim atañe su amor por el diseño de moda a la influencia de sus instructores en RAFA como Walter Van Beirendonck. Lanzó una empresa bajo su propio nombre MINJUKIM con sede en Seúl en 2015. Su marca es reconocida por iniciar sus desfiles de moda con un diseño central, así como diseños de estampados propios que aparecen a través de toda la colección. Su colección de estampados en otoño 2018 estuvo basada en Galaxy Express 999. Además de liberar colecciones cada año, Kim ha trabajado con diseñado para BTS y Red Velvet. Ella también imparte clases de diseño en Universidad Kookmin.
En 2020 Kim fue nombrada ganadora del reality show y competencia de diseño de moda Next in Fashion de Netflix, disputando la final con el diseñador británico Daniel Fletcher. Compitió con la diseñadora China Angel Chen durante la fase de equipos en la que se autonombraron "Princesa Dragón" . Como ganadora, Kim recibió la cantidad de $250,000 USD de parte de Net-a-Porter para lanzar su colección en su sitio. Kim fue ganadora anteriormente en el H&M Design Award y estuvo preseleccionada para el LVMH Prize for Young Fashion Designers en 2014.